# Sant Jordi dels Hostalets
Sant Jordi és una capella a l'extrem del carrer que uneix el nucli dels Hostalets amb Sant Antolí i Vilanova. Aquesta capella és sufragània de l'església parroquial de Santa Maria de Montlleó, i fou manada construir pel baró Jordi Joan d'Aimeric, a mitjans del segle xvi, en honor del sant patró. Destaca el fet que el seu campanar és una torre quadrada, quan la majoria de capelles són d'espadanya. Edifici de planta rectangular i coberta a doble vessant, al qual s'adossa una torre campanar de planta quadrada amb quatre ulls d'arc rebaixat i coberta a quatre vessant. A la façana principal hi ha la porta d'accés a l'interior i presenta una estructura d'arc rebaixat. La façana lateral presenta una fornícula oberta dins de l'estructura de la torre campanar amb la imatge de Sant Jordi i per sobre una cartel·la amb el nom del poble "Hostalets". L'obra presenta un arrebossat exterior a tot l'edifici menys l'estructura lateral de la torre campanar feta amb paredat.